# سوبا (مدينة)

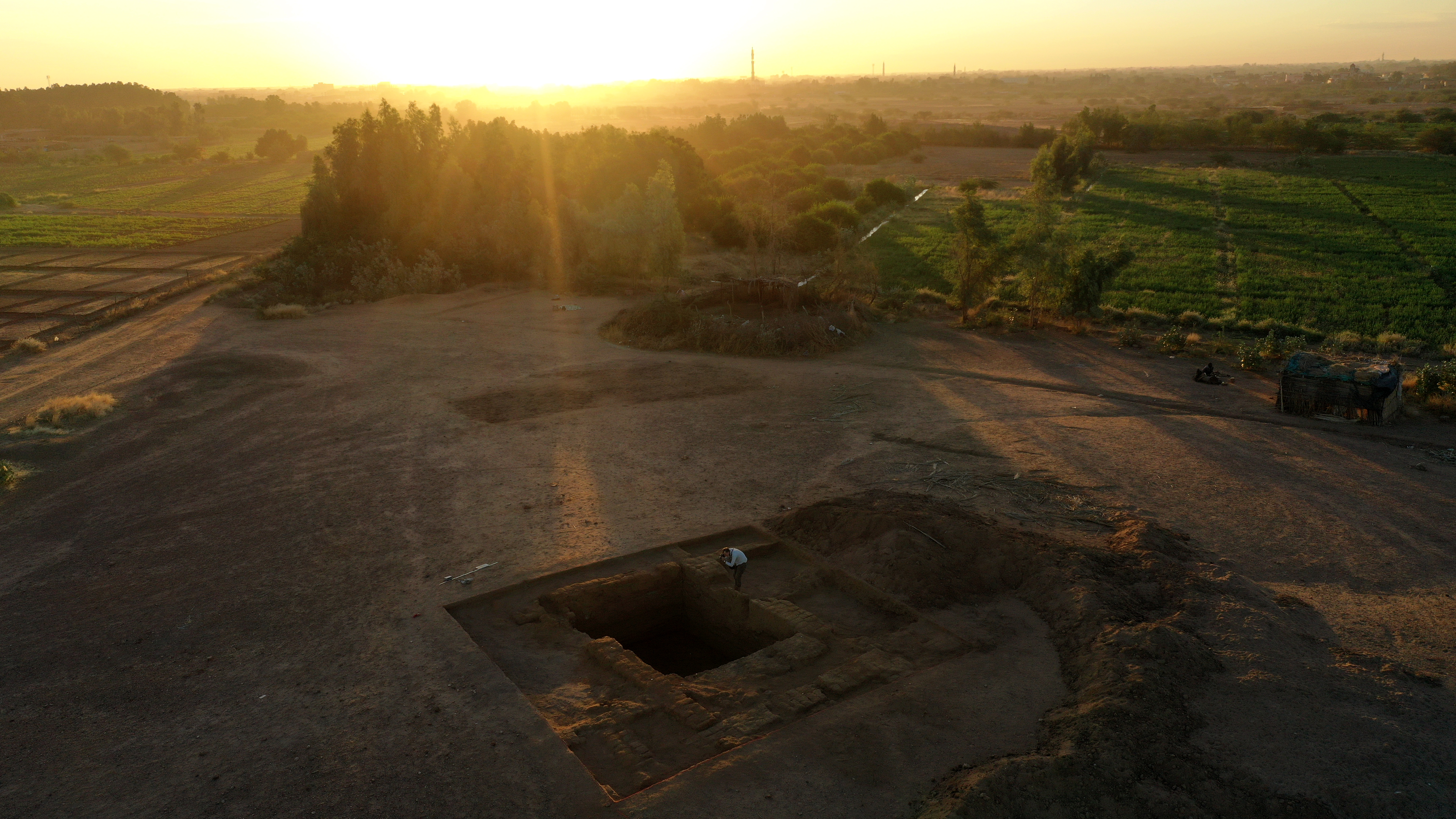
مدينة سوبا خلال أعمال التنقيب عام 2019

سوبا موقع أثري ومدينة قديمة كانت توجد فيما يعرف الآن بوسط السودان. كانت توجد ثلاث ممالك في النوبة في القرون الوسطى: نوباديا وعاصمتها فرس، والمقرة وعاصمتها دنقلا، وعلوة وعاصمتها سوبا. كانت الأخيرة عاصمة مملكة مملكة علوة النوبية في العصور الوسطى من القرن السادس حتى حوالي 1500. حددتها واليس بودج بمجموعة من الآثار على النيل الأزرق على 12 ميل (19 كـم) من الخرطوم، حيث توجد بقايا معبد مروي الذي حُوّل إلى كنيسة مسيحية.
وصف ابن سليم الأسواني المدينة بأنها كبيرة وغنية، لكنه ربما لم يزرها أبدًا، وتشير الكشوفات الأثرية الحديثة إلى أنها كانت مركزًا معتدلًا. بنيت بشكل أساسي من الطوب الأحمر، ونُهبت المدينة المهجورة لاستخدامها في مواد البناء عندما تأسست الخرطوم في عام 1821، ويهدد الآن النمو الحضري الحديث حول المدينة الاثرية الأنقاض.

## البحوث الأثرية الحديثة
في ذروة عظمتها، غطت المدينة ما يقرب من 275 هكتارًا، لكن الحفريات التي أجريت قبل عام 2019 شملت حوالي 1 ٪ فقط من هذه المنطقة. أُجري البحث، من بين آخرين، بعثات استكشافية من الهيئة الوطنية السودانية للآثار والمتاحف (NCAM) والمعهد البريطاني في شرق إفريقيا، في الغالب كجزء من الحفريات الإنقاذية الناتجة عن إنشاء طريق إسفلتي ونشاط البناء على طوله. خلال السنوات العشرين أو الثلاثين الماضية، غطت العمارة الحديثة حوالي نصف الموقع. في عام 2019، بدأ المشروع متعدد التخصصات «سوبا - قلب علوة». يُنفذ من قبل المركز البولندي لآثار البحر الأبيض المتوسط بجامعة وارسو ومعهد علم الآثار وعلم الأعراق التابع لأكاديمية العلوم البولندية ويديره ماريوس درزيفيكي (PCMA UW). يهدف إلى دراسة تضاريس سوبا وتحديد المدى والبنية المكانية والشخصية لكل حي من أحياء المدينة. كشف التنقيب الجيوفيزيائي المغناطيسي عن أجزاء غير معروفة من سوبا في العصور الوسطى. في أحد الأحياء، كانت المجمعات المعمارية الكبيرة تقف على مسافة من بعضها البعض؛ في مكان آخر، تظهر شبكة شارع واضحة. كما يتم حفر خنادق الاختبار في مواقع إستراتيجية في المدينة أو في أماكن لا تكون فيها نتائج البحث الجيوفيزيائي واضحة. لم يُحدد مكان إقامة حكام مملكة علوة بعد.

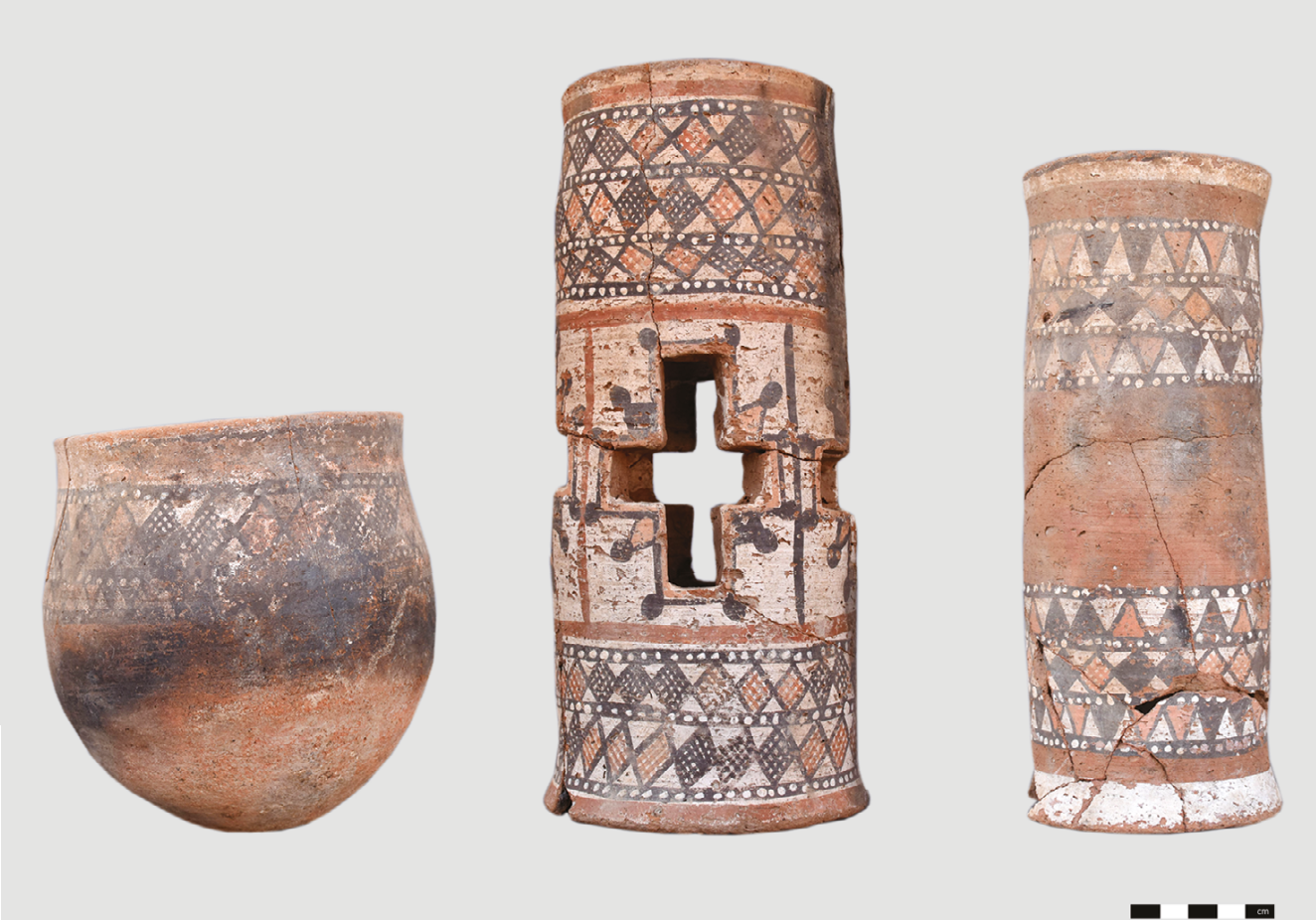
مجموعة من أدوات المائدة الفخارية تم اكتشافها في الموقع الأثري في سوبا في العصور الوسطى.
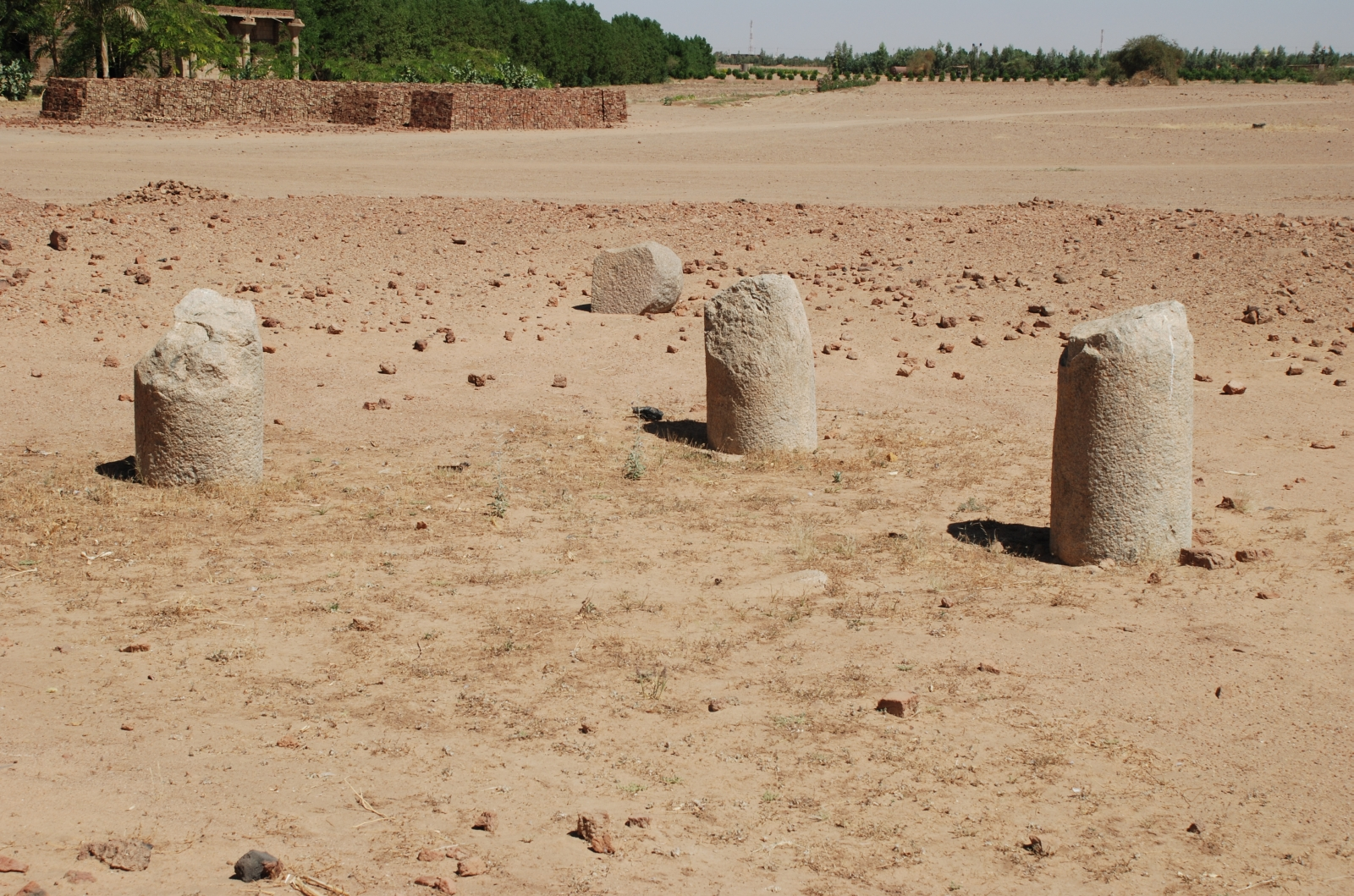
السودان، سوبا،
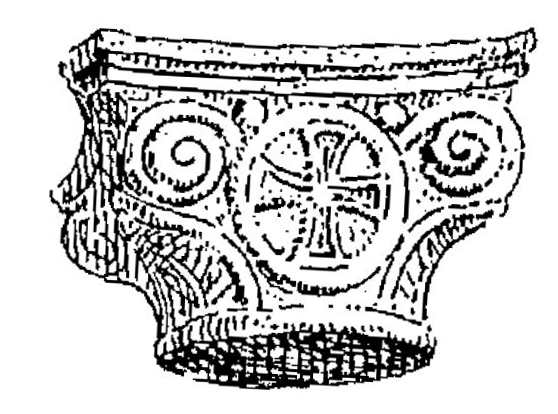
تاج سوبا،  تابع لكنيسة مملكة علوة
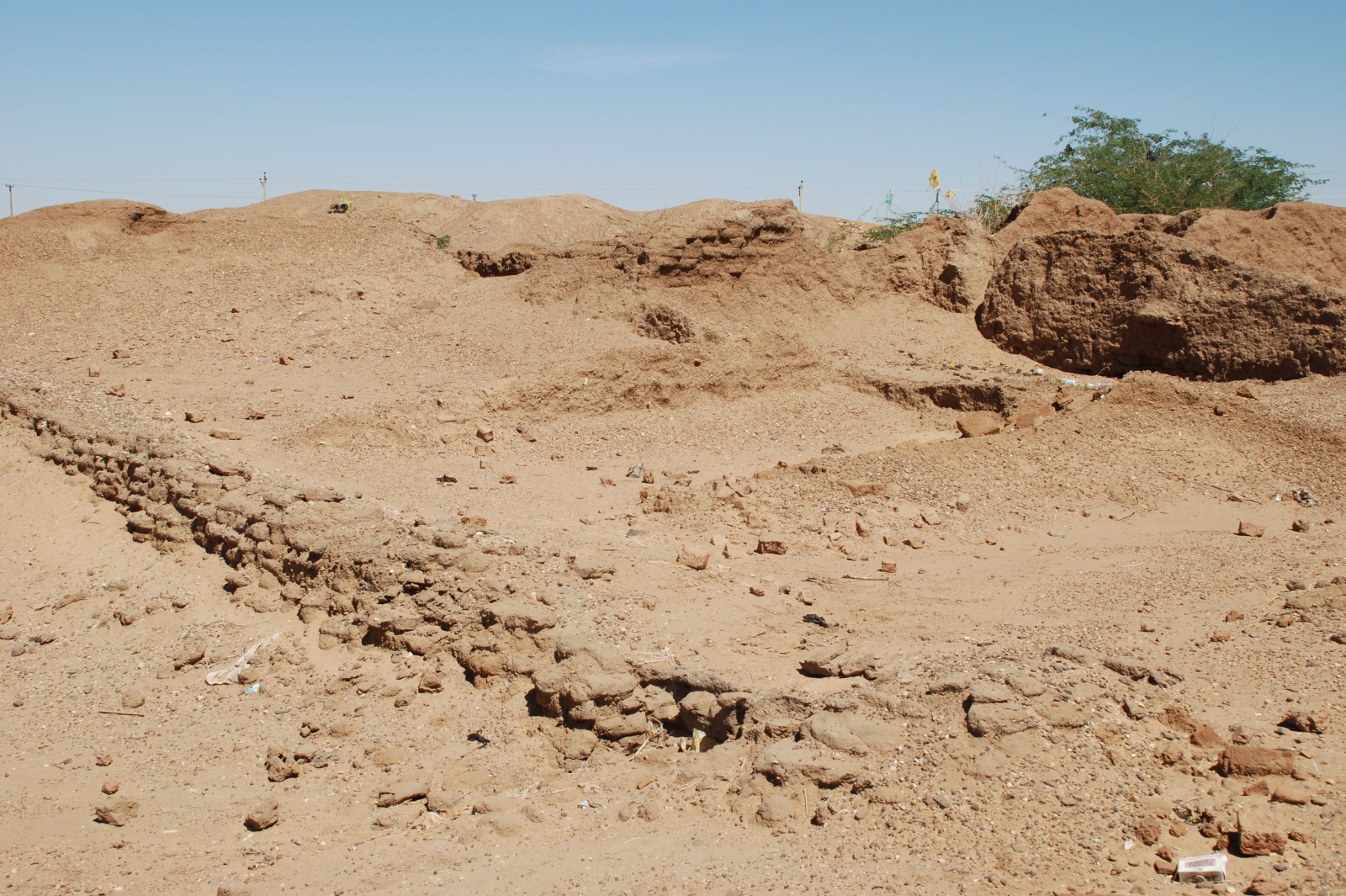
السودان، سوبا، بقايا جدران من الطوب اللبن غير المحروق
قطعة من لوحة من سبيكة نحاسية من سوبا، السودان. تُظهر الجزء السفلي من شخص، يُرجَّح أنه أسقف.
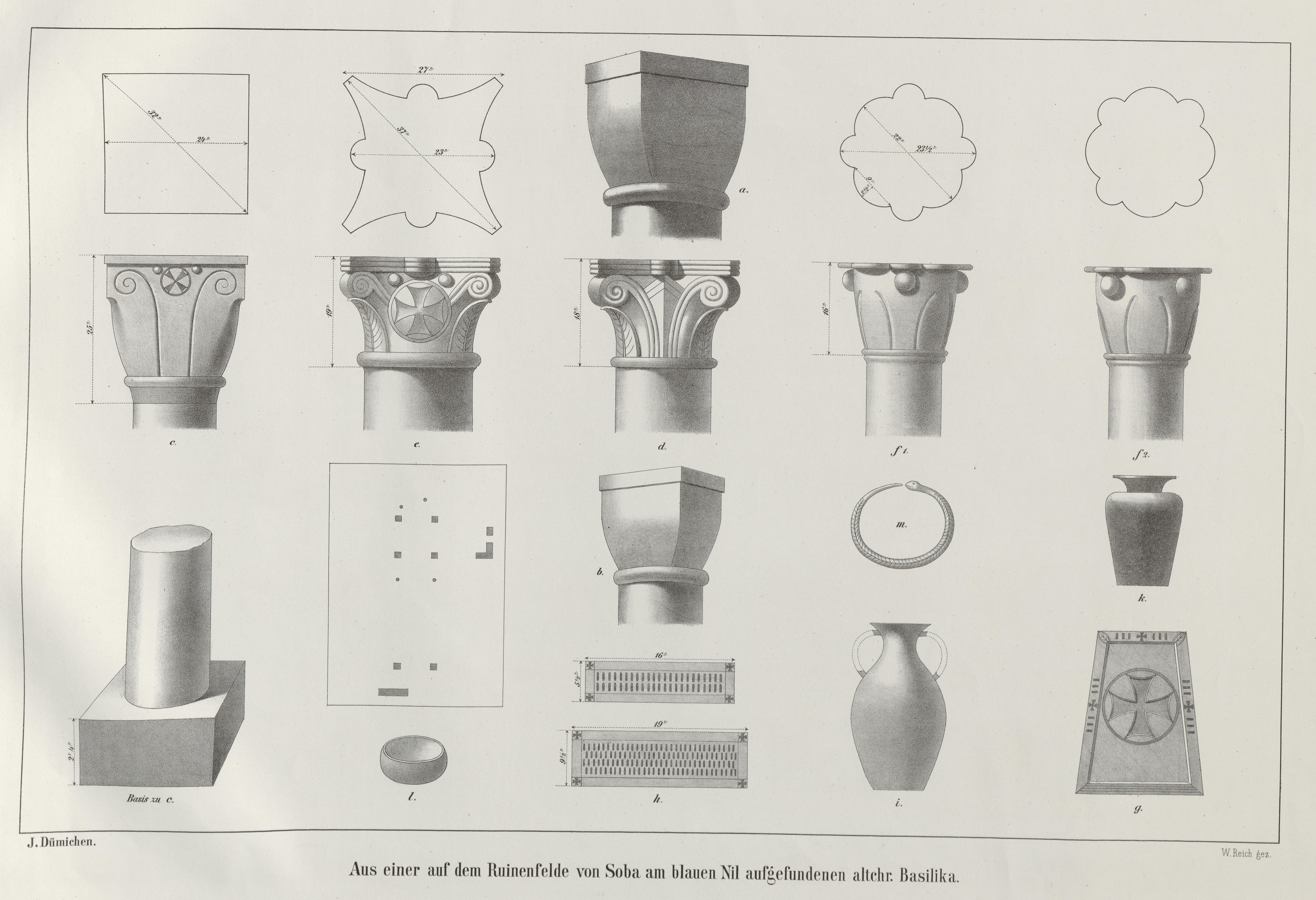
اكتشافات صغيرة من كنيسة مدمرة في سوبا، السودان.
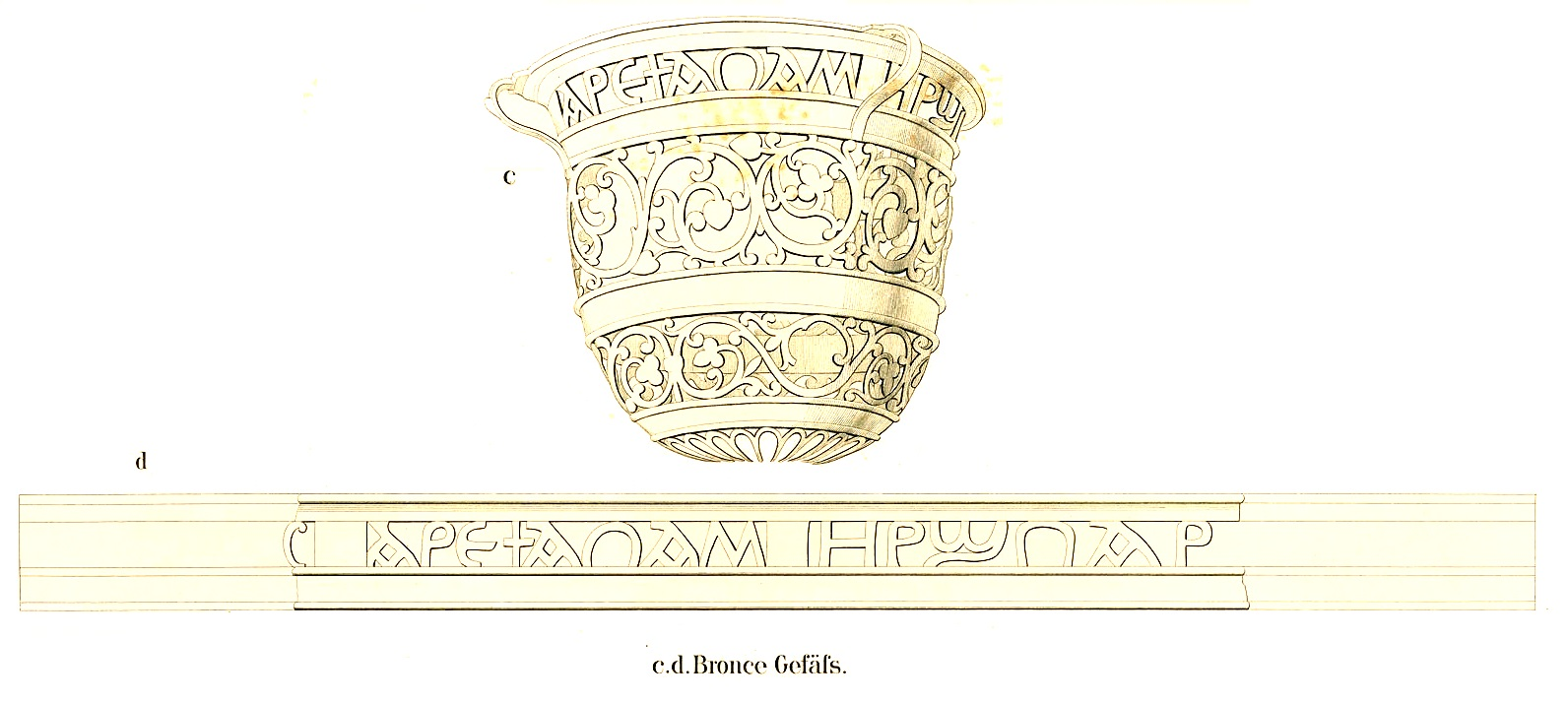
رسمٌ لمبخرة برونزية، حصل عليها ريتشارد لبسيوس من شيخ سوبا